# Max Vernooij
Maximilian « Max » Vernooij (né le 8 décembre 1912, mort le 26 novembre 2004 à Vienne) est un ingénieur du son autrichien.

## Biographie
On ne sait presque rien de Maximilian Vernooij ; il avait peut-être des racines néerlandaises. Vernooij obtient un diplôme d'ingénieur puis travaille d'abord dans des domaines non cinématographiques. En 1947, il devient ingénieur du son en participant au tournage de Der Hofrat Geiger. Pendant une douzaine d'années, il supervise un certain nombre de films de Hans Moser ainsi que plusieurs productions de Franz Antel. En 1959, Vernooij se retire du cinéma.

## Filmographie
- 1947 : Der Hofrat Geiger
- 1948 : Anni (de)
- 1949 : Dr. Rosin (de)
- 1949 : Kleiner Schwindel am Wolfgangsee
- 1950 : Jetzt schlägt's 13 (Es schlägt 13)
- 1951 : Stadtpark (de)
- 1951 : Das Tor zum Frieden
- 1951 : À deux dans une auto (de)
- 1951 : Le Paysan allègre
- 1951 : Hallo Dienstmann
- 1952 : Lavendel (de)
- 1953 : Einmal keine Sorgen haben
- 1953 : Pünktchen und Anton (de)
- 1953 : Auf der grünen Wiese (de)
- 1953 : Ein tolles Früchtchen (de)
- 1953 : Die 5 Karnickel (de)
- 1954 : Ein Haus voll Liebe
- 1954 : L'Été et les amours
- 1955 : Espion, colonel Redl (de)
- 1955 : Pays de mes amours
- 1955 : Le Congrès s'amuse
- 1956 : Geliebte Hochstaplerin
- 1956 : Lügen haben hübsche Beine
- 1956 : La Fortune sourit aux vagabonds
- 1956 : Mariés pour rire
- 1957 : Les Envoyées du paradis
- 1957 : Le Chant du bonheur
- 1958 : Hallo Taxi (de)
- 1958 : Les Enfants du cirque
- 1958 : Ah ! quelles vacances ! (de)
- 1959 : Mikosch im Geheimdienst (de)
- 1958 : Herrn Josefs letzte Liebe (de)